# Tiger Chen
Tiger Chen, parfois appelé Tiger Hu Chen, né le 3 mars 1975 à Chengdu dans le Sichuan, est un acteur et artiste martial chinois.

## Biographie
Tiger Chen étudie les arts martiaux chinois à Chengdu. À 19 ans, Tiger Chen s'installe aux États-Unis où il vit dans une petite cabane en bois. Il dit : « En Chine, au moins vous pouvez pratiquer le Kung Fu et assister à des compétitions d'arts martiaux, mais aux États-Unis, vous passerez la plupart de votre temps à laver la vaisselle et faire portier. »
En 1998, Tiger Chen commence sa carrière au cinéma en tant qu'assistant chorégraphe de Yuen dans Matrix avec Keanu Reeves, avec qui il devient ami. Chen a également occupé le poste de chorégraphe dans Charlie et ses drôles de dames (2000), Once in the Life (2000) et Kill Bill (2003).
Tiger Chen tient un petit rôle de ronin dans Matrix Reloaded (2003). En 2005, il apparait comme un pratiquant des arts martiaux dans House of Fury avec Anthony Perry. Après avoir joué des rôles mineurs dans divers films, Tiger Chen obtient son premier rôle principal dans le film Man of Tai Chi en 2013 face à Keanu Reeves, Karen Joy Morris et Simon Yam.

## Filmographie
- 1999 : Matrix
- 2000 : Charlie et ses drôles de dames
- 2000 : Once in the Life
- 2003 : Kill Bill
- 2003 : Matrix Reloaded
- 2005 : House of Fury
- 2013 : L'Homme du Tai Chi
- 2014 : Kung Fu Man
- 2018 : Paskal: The Movie
- 2019 : John Wick Parabellum de Chad Stahelski
- 2019 : Triple Threat de Jesse V. Johnson : Long Fei